# Валя-Різій
Валя-Різій (рум. Valea Rizii) — село у повіті Арджеш в Румунії. Входить до складу комуни Дирменешть.
Село розташоване на відстані 116 км на північний захід від Бухареста, 19 км на північ від Пітешть, 116 км на північний схід від Крайови, 88 км на південний захід від Брашова.

## Населення
За даними перепису населення 2002 року у селі проживали 359 осіб, усі — румуни. Усі жителі села рідною мовою назвали румунську.